# Daldorfiinae
De Daldorfiinae zijn een onderfamilie van krabben (Brachyura) uit de familie Parthenopidae.

## Geslachten
De Daldorfiinae omvatten de volgende geslachten: 
- Daldorfia Rathbun, 1904
- Niobafia S. H. Tan & Ng, 2007
- Olenorfia S. H. Tan & Ng, 2007
- Thyrolambrus Rathbun, 1894